# Castrodeza
Castrodeza is een gemeente in de Spaanse provincie Valladolid in de regio Castilië en León met een oppervlakte van 15,90 km². Castrodeza telt 160 inwoners (1 januari 2016).

## Demografische ontwikkeling
Bron: INE, 1857-2011: volkstellingen